# بلدية إسبيرغ
بلدية إسبيرغ هي بلدية في الدنمارك، تقع في إقليم سيد دنمارك، بلغ عدد سكانها 115,748 نسمة وذلك حسب إحصائيات سنة 2016، عاصمتها إيسبيرغ، تبلغ مساحتها 742.5 كيلومتر مربع.

## الموقع
تشترك في الحدود مع:
- بلدية هادرسليف
- بلدية فيجين
- بلدية توندر
- بلدية فاردي

## مدن توأم
المدن التوأم:
- بلدية إنكوبنج (منذ 1948)
- تاينان.